# Șîlivske, Romnî
Șîlivske (în ucraineană Шилівське) este un sat în comuna Pustoviitivka din raionul Romnî, regiunea Sumî, Ucraina.

## Demografie
Componența lingvistică a localității Șîlivske
     Ucraineană (100%)
Conform recensământului din 2001, toată populația localității Șîlivske era vorbitoare de ucraineană (100%).